# Rafael I de Constantinopla
Rafael I de Constantinopla (em grego: Ραφαήλ Α΄; em sérvio:  Rafailo I Carigradski; 1476) foi patriarca ecumênico de Constantinopla entre 1475 e 1476.

## História
Rafael era um monge sérvio. Ele provavelmente foi escolhido e apoiado em sua campanha para o patriarcado por Mara Brankovic, uma das esposas de Murade II, o pai do sultão otomano Maomé II. Ele conseguiu chegar ao trono nos primeiros meses de 1475, depois de prometer ao sultão um pagamento anual de 2 000 florins e um "presente" de 700 florins de ouro.
A comunidade grega de Istambul]] não participou de sua nomeação e se opôs ferozmente a ele. O bispo metropolitano de Heracleia Perinto, que tradicionalmente entronava o novo patriarca, se recusou a consagrá-lo e a liturgia teve que ser celebrada pelo metropolita de Ancira. Por conta disto, Rafael não foi reconhecido como patriarca por uma grande parte do clero grego.
As fontes revelam um grande viés negativo em relação a ele. Rafael é acusado de não conseguir falar adequadamente o grego e foi denunciado por seu sotaque estrangeiro e por seu vício em álcool. Conta-se que ele não teria conseguido permanecer de pé numa cerimônia da Grande Sexta por estar bêbado.
Rafael reinou por cerca de um ano, até o começo de 1476. No começo do ano, quando ele teve que pagar o tributo anual prometido ao sultão, ele tentou realizar uma coleta entre os fieis, mas eles se recusaram a ajudá-lo. Incapaz de pagar, ele foi imediatamente deposto e preso. Rafael morreu logo em seguida, ainda na prisão.